# Франсіско Кампана
Франсіско Кампана (ісп. Francisco Campana, 9 травня 1925, Буенос-Айрес — 23 січня 1985) — аргентинський футболіст, що грав на позиції нападника за «Чакаріта Хуніорс», «Бока Хуніорс», а також національну збірну Аргентини, у складі якої — переможець чемпіонату Південної Америки 1947.

## Клубна кар'єра
У дорослому футболі дебютував 1945 року виступами за команду «Чакаріта Хуніорс», в якій провів чотири сезони. 
Згодом протягом трьох сезонів (1949–1951) захищав кольори «Бока Хуніорс». Протягом двох років був гравцем основного складу нової команди, утім згодом почав дедалі рідше з'являтися на полі і 1952 року повернувся до «Чакаріта Хуніорс», ввступами за який через три сезони, у 1954 і завершив ігрову кар'єру.

## Виступи за збірну
1947 року провів свій єдиний офіційний матч у складі національної збірної Аргентини. Був учасником тогорічного чемпіонату Південної Америки в Еквадорі, на якому аргентинці здобули свій дев'ятий титул найсильнішої збірної континенту.
Помер 23 січня 1985 року на 60-му році життя.

## Титули і досягнення
- Переможець чемпіонату Південної Америки (1):

Аргентина: 1947